# 吳士貞
吳士貞（16世紀—17世紀），字元滋，號五山，南直隸常州府宜興縣人，明朝政治人物。

## 生平
两世幼孤，祖母潘氏、母沈氏抚训成立。登天啟五年（1625年）乙丑科進士，具疏陈乞旌表。授上虞令，虞俗无赖轻死，多服盐卤自毙图命，贞出教以卤致死者不受牒。又豪家欺夺小民，威劫立契，突率僮客掠其室，谓之生烧。贞立寘之法，民间歌曰：谓尔亡命母自苦，吴公不听食盐卤。谓尔僮客母太豪，于今我得免生烧。台风溃海塘，贞捐俸增筑。以卓异擢礼科给事中，卒于官，橐不满数金。

## 引用
1. ↑  《常州府志》